# Aeroportul Orestes Acosta
Aeroportul Orestes Acosta (IATA: MOA, ICAO: MUMO) este un aeroport din Provincia de Holguín⁠(d), Cuba ce deservește zona Moa⁠(d).
Situat la o altitudine de 4 m, aeroportul dispune de o singură pistă.